# Tregellasia
Tregellasia és un gènere d'ocells de la família dels petròicids (Petroicidae). El gènere va ser introduït per l'ornitòleg australià Gregory Mathews el 1912 amb el petroica groguenca com a espècie tipus.

## Llistat d'espècies
Segons la Classificació del Congrés Ornitològic Internacional (versió 2.6, 2010) aquest gènere està format per dues espècies:
- Tregellasia capito - petroica groguenca.
- Tregellasia leucops - petroica carablanca.